# Steve Patrickson
Steve Patrickson   (Bradford, 8 d'agost de 1966) és un expilot de motociclisme anglès que va competir en el Campionat del Món de Motociclisme entre 1986 i 1997.

## Biografia
Patrickson es va iniciar en el món del motociclisme el 1981, aconseguint la victòria en el Campionat Júnior de Gran Bretanya de 50 cc. El 1982, amb quinze anys, es convertí en el pilot més jove a aconseguir el títol britànic de velocitat en la categoria de 50 cc. Tornà a repetir el títol nacional amb un doblet en les cilindrades de 250 i 350 cc i el repetí el 1988 (250 cc) i el 1989 (125 i 250 cc). En aquella època, Patrickson intentava participar, mitjançant una "wild car", en el Gran Premi de Gran Bretanya, tot i que no aconseguí classificar-se des de 1986 fins a 1988.
No fou fins a 1990 que va disputar la totalitat de la temporada. Al Gran Premi d'Espanya es va convertir en l'últim britànic (fins a l'arribada de Bradley Smith) a sortir des de la primera línia de la graella de sortida. Finalment va acabar cinquè en aquesta carrera. Un altre dels seus bons resultats aquell any va ser acabar setè al Gran Premi de Gran Bretanya. Finalment acabà la general en la posició dissetena.
En les dues següents temporades també va disputar la temporada completa, però els seus resultats van ser més discrets. El 1991 va aconseguir puntuar en tan sols dues curses i l'any següent ni tan sols va poder acabar cap carrera en zona de punts. El 1994 aconseguí el seu setè títol britànic en la categoria de 125 cc. Els següents anys participà puntualment en les carreres del Gran Premi de Gran Bretanya abans de retirar-se definitivament el 1997.
Ja retirat, va seguir vinculat al món del motociclisme en fer-se càrrec de l'equip sp125racing de motociclisme de promoció de joves promeses britàniques.